# Айленд-Парк (Айдахо)
Айленд-Парк (англ. Island Park) — місто в окрузі Фремонт, штат Айдахо, США. Згідно з переписом 2010 року населення становило 286 осіб, що на 71 особу більше, ніж 2000 року.

## Географія
Айленд-Парк розташований за координатами 44°32′6″ пн. ш. 111°20′16″ зх. д. / 44.53500° пн. ш. 111.33778° зх. д. (44.535081, -111.337662).  За даними Бюро перепису населення США в 2010 році місто мало площу 17,54 км², з яких 17,20 км² — суходіл та 0,33 км² — водойми. В 2017 році площа становила 16,02 км², з яких 15,74 км² — суходіл та 0,28 км² — водойми.

### Клімат
Містечко знаходиться у зоні, котра характеризується вологим континентальним кліматом з теплим літом. Найтепліший місяць — липень із середньою температурою 16.1 °C (60.9 °F). Найхолодніший місяць — січень, із середньою температурою -9.6 °С (14.7 °F).
| Клімат Айленд-Парка     | Клімат Айленд-Парка | Клімат Айленд-Парка | Клімат Айленд-Парка | Клімат Айленд-Парка | Клімат Айленд-Парка | Клімат Айленд-Парка | Клімат Айленд-Парка | Клімат Айленд-Парка | Клімат Айленд-Парка | Клімат Айленд-Парка | Клімат Айленд-Парка | Клімат Айленд-Парка | Клімат Айленд-Парка |
| Показник                | Січ.                | Лют.                | Бер.                | Квіт.               | Трав.               | Черв.               | Лип.                | Серп.               | Вер.                | Жовт.               | Лист.               | Груд.               | Рік                 |
| Абсолютний максимум, °C | 9,4                 | 12,8                | 16,1                | 24,4                | 28,9                | 32,8                | 35                  | 35,6                | 32,8                | 27,8                | 20,6                | 13,3                | 35,6                |
| Середній максимум, °C   | −3,1                | −0,2                | 3,6                 | 9,1                 | 15,5                | 20,5                | 26,1                | 25,8                | 20,4                | 12,7                | 2,9                 | −2,5                | 10,9                |
| Середня температура, °C | −9,6                | −7,6                | −4,3                | 1,6                 | 7,5                 | 11,9                | 16,1                | 15,3                | 10,4                | 4,4                 | −3,3                | −8,6                | 2,8                 |
| Середній мінімум, °C    | −16,2               | −15,1               | −12,2               | −5,8                | −0,5                | 3,2                 | 6                   | 4,8                 | 0,4                 | −3,8                | −9,4                | −14,7               | −5,3                |
| Абсолютний мінімум, °C  | −51,1               | −47,8               | −37,8               | −27,8               | −13,9               | −6,7                | −3,9                | −6,7                | −13,3               | −21,1               | −36,7               | −46,1               | −51,1               |
| Норма опадів, мм        | 97                  | 74                  | 63                  | 52                  | 63                  | 70                  | 32                  | 37                  | 39                  | 48                  | 65                  | 91                  | 731                 |
| Днів з опадами          | 15                  | 12                  | 11                  | 9                   | 10                  | 10                  | 7                   | 7                   | 6                   | 7                   | 10                  | 13                  | 117                 |
| Днів зі снігом          | 13,1                | 10,1                | 8,4                 | 5,1                 | 1,7                 | 0,2                 | 0                   | 0                   | 0,2                 | 2,6                 | 7,9                 | 12,7                | 62                  |
| ----------------------- | ------------------- | ------------------- | ------------------- | ------------------- | ------------------- | ------------------- | ------------------- | ------------------- | ------------------- | ------------------- | ------------------- | ------------------- | ------------------- |
| Джерело: Weatherbase    |                     |                     |                     |                     |                     |                     |                     |                     |                     |                     |                     |                     |                     |

## Демографія

### Перепис 2010 року
За даними перепису 2010 року, у місті проживало 286 осіб у 122 домогосподарствах у складі 74 родин. Густота населення становила 16,6 ос./км². Було 692 помешкання, середня густота яких становила 40,2/км². Расовий склад міста: 96,9 % білих, 0,7 % індіанців, 1,7 % інших рас, а також 0,7 % людей, які зараховують себе до двох або більше рас. Іспанці та латиноамериканці незалежно від раси становили 6,6 % населення.
Із 122 домогосподарств 19,7 % мали дітей віком до 18 років, які жили з батьками; 55,7 % були подружжями, які жили разом; 2,5 % мали господиню без чоловіка; 2,5 % мали господаря без дружини і 39,3 % не були родинами. 33,6 % домогосподарств складалися з однієї особи, у тому числі 5 % віком 65 і більше років. У середньому на домогосподарство припадало 2,28 мешканця, а середній розмір родини становив 2,97 особи.
Середній вік жителів міста становив 45 року. Із них 19,2 % були віком до 18 років; 6,2 % — від 18 до 24; 24,4 % від 25 до 44; 34,2 % від 45 до 64 і 15,7 % — 65 років або старші. Статевий склад населення: 53,5 % — чоловіки і 46,5 % — жінки.
Середній дохід на одне домашнє господарство  становив 59 013 долари США (медіана — 55 625), а середній дохід на одну сім'ю — 67 852 долари (медіана — 63 125). За межею бідності перебувало 13,0 % осіб, у тому числі 21,7 % дітей у віці до 18 років та 0,0 % осіб у віці 65 років та старших.
Цивільне працевлаштоване населення становило 89 осіб. Основні галузі зайнятості: будівництво — 20,2 %, роздрібна торгівля — 19,1 %, оптова торгівля — 10,1 %, науковці, спеціалісти, менеджери — 10,1 %.

### Перепис 2000 року
За даними перепису 2000 року, у місті проживало 215 осіб у 90 домогосподарствах у складі 57 родин. Густота населення становила 13,3 ос./км². Було 425 помешкань, середня густота яких становила 26,4/км². Расовий склад міста: 95,81 % білих, 0,93 % азіатів, 2,33 % інших рас і 0,93 % людей, які зараховують себе до двох або більше рас. Іспанці та латиноамериканці незалежно від раси становили 4,19 % населення.
Із 90 домогосподарств 22,2 % мали дітей віком до 18 років, які жили з батьками; 55,6 % були подружжями, які жили разом; 6,7 % мали господиню без чоловіка, і 35,6 % не були родинами. 27,8 % домогосподарств складалися з однієї особи, у тому числі 2,2 % віком 65 і більше років. У середньому на домогосподарство припадало 2,39 мешканця, а середній розмір родини становив 2,93 особи.
Віковий склад населення: 19,5 % віком до 18 років, 11,2 % від 18 до 24, 27,4 % від 25 до 44, 28,4 % від 45 до 64 і 13,5 % від 65 років і старші. Середній вік жителів — 42 роки. Статевий склад населення: 53,0 % — чоловіки і 47,0 % — жінки.
Середній дохід домогосподарств у місті становив $26 250, родин — $30 000. Середній дохід чоловіків становив $22 292 проти $16 250 у жінок. Дохід на душу населення в місті був $15 617. Приблизно 21,0 % родин і 23,9 % населення перебували за межею бідності, включаючи 37,9 % віком до 18 років і жодного від 65 і старших.